# Babna Gora, Trebnje
Babna Gora este o localitate din comuna Trebnje, Slovenia, cu o populație de 24 de locuitori.